# Ibrahima Faye
Ibrahima Faye (ur. 22 października 1979 w Thiès) – piłkarz senegalski grający na pozycji środkowego obrońcy.

## Kariera klubowa
Piłkarską karierę Faye rozpoczął w klubie ASC Yakaar. Był też zawodnikiem Niayés Pikine. Następnie wyjechał do Francji i w latach 1998–1999 był piłkarzem Gazélec Ajaccio. Potem 2 lata grał w trzecioligowym klubie Red Star 93 wywodzącego się z przedmieść Paryża. W 2001 roku przeszedł do KAA Gent. W 2002 roku zajął z nim 4. miejsce w Eerste Klasse. W 2003 roku zakończył sezon z klubem z Gandawy na 8. pozycji, a w 2004 – na 9.
Latem 2004 Faye wrócił do Francji i podpisał kontrakt z pierwszoligowym SM Caen. W Ligue 1 zadebiutował 7 sierpnia w zremisowanym 1:1 meczu z FC Istres. W Caen grał w podstawowym składzie jednak na koniec sezonu 2004/2005 zespół spadł do Ligue 2. Latem przeszedł do Troyes AC, któremu pomógł w 2006 roku w utrzymaniu w Ligue 1. W sezonie 2006/2007 zespół spadł jednak z ligi. Następnie grał w takich klubach jak: Lapta Türk Birligi SK, UJA Alfortville, Paris FC i Entente Bertrix. W 2014 zakończył karierę.
| Sezon   | Klub                  | Kraj          | Rozgrywki            | Mecze | Bramki |
| ------- | --------------------- | ------------- | -------------------- | ----- | ------ |
| 1998/99 | Gazélec Ajaccio       | Francja       | Championnat National | ?     | ?      |
| 1999/00 | Red Star 93           | Francja       | Championnat National | 13    | 1      |
| 2000/01 | Red Star 93           | Francja       | Championnat National | 13    | 1      |
| 2001/02 | KAA Gent              | Belgia        | Eerste Klasse        | 23    | 0      |
| 2002/03 | KAA Gent              | Belgia        | Eerste Klasse        | 20    | 0      |
| 2003/04 | KAA Gent              | Belgia        | Eerste Klasse        | 25    | 0      |
| 2004/05 | SM Caen               | Francja       | Ligue 1              | 30    | 0      |
| 2005/06 | SM Caen               | Francja       | Ligue 2              | 1     | 0      |
| 2005/06 | Troyes AC             | Francja       | Ligue 1              | 32    | 1      |
| 2006/07 | Troyes AC             | Francja       | Ligue 1              | 31    | 0      |
| 2007/08 | Troyes AC             | Francja       | Ligue 2              | 15    | 2      |
| 2008/09 | Troyes AC             | Francja       | Ligue 2              | 22    | 2      |
| 2009/10 | Lapta Türk Birligi SK | Cypr Północny | KTFF Süper Lig       | ?     | ?      |
| 2010/11 | UJA Alfortville       | Francja       | Championnat National | 9     | 0      |
| 2010/11 | Paris FC              | Francja       | Championnat National | 33    | 3      |
| 2011/12 | Entente Bertrix       | Belgia        | Derde klasse         | 23    | 0      |
| 2013/14 | Entente Bertrix       | Belgia        | Promotion D          | ?     | ?      |

## Kariera reprezentacyjna
W reprezentacji Senegalu Faye zadebiutował w 2003 roku. W 2004 roku wystąpił w Pucharze Narodów Afryki 2004, na którym Senegal dotarł do ćwierćfinału. W 2008 roku został powołany przez Henryka Kasperczaka na Puchar Narodów Afryki 2008.